# Mesoleius tixi
Mesoleius tixi là một loài tò vò trong họ Ichneumonidae.